# Inscrição de Bitola

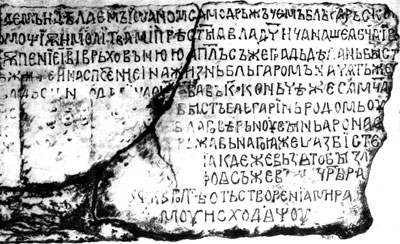
Inscrição de Bitola

A Inscrição de Bitola é uma inscrição medieval em antigo eslavônico eclesiástico encontrada em 1956 durante a demolição de uma antiga mesquita otomana na cidade de Bitola, na República da Macedônia e mantida atualmente no Instituto e Museu de Bitola como "uma lousa de mármore com letras cirílicas de João Vladislau de 1015/17". O texto comemora as obras de fortificação da fortaleza de Bitola sob um tsar "Ivan". Acredita-se que seja datada por volta de 1015 e o monarca em questão seja João Vladislau da Bulgária.

## Texto
O texto está parcialmente danificado. Com algumas conjecturas propostas por Vladimir Moshin e Iordan Zaimov, lê-se o seguinte:
| “ | † Въ лѣто Ѕ ҃Ф ҃К ҃Г ҃ отъ створенїа мира обнови сѧ съ градь зидаемъ и дѣлаемъ Їѡаном самодрьжъцемъ блъгарьскомь и помощїѫ и молїтвамї прѣс ҃тыѧ влад ҃чицѧ нашеѧ Б ҃чѧ ї въз()стѫпенїе І ҃В ҃ i връховънюю ап ҃лъсъ же градь дѣлань бысть на ѹбѣжище и на сп҃сенѥ ї на жизнь бльгаромъ начѧть же бысть градь сь Битола м ҃ца окто ҃вра въ К ҃. Конъчѣ же сѧ м ҃ца ... исходѧща съ самодрьжъць быстъ бльгарїнь родомь ѹнѹкъ Николы же ї Риѱимиѧ благовѣрьнѹ сынь Арона Самоила же брата сѫща ц ҃рѣ самодрьжавьнаго ꙗже i разбїсте въ Щїпонѣ грьчьскѫ воїскѫ ц ҃рѣ Васїлїа кде же взѧто бы злато ... фоѧ съжев ... ц҃рь разбїенъ бы ц҃рѣмь Васїлїемь Ѕ ҃Ф ҃К ҃В ҃ г. лтѣ оть створенїѧ мира ... їѹ съп() лѣтѹ семѹ и сходѧщѹ | ” |

| “ | No ano [1015/1016?] desde a criação do mundo, esta fortaleza, construída e feita por Ivan, tsar da Bulgária, foi renovada com a ajuda e as preces de Nossa Mais Sagrada Senhora e pela intercessão de seus dois supremos Apóstolos. A fortaleza foi construída como um abrigo e 'para a salvação das vida dos' búlgaros. A obra na fortaleza de Bitola começou no décimo-segundo dia de outubro e terminou no [...] 'Este tsar era' búlgaro 'de nascimento', neto do piedoso Nicolau e de Ripsima, filho de Aarão, que era irmão de Samuel, tsar da Bulgária, os dois que derrotaram o exército grego do imperador Basílio II em Estipone, onde seu ouro foi tomado [...] e em [...] este tsar foi derrotado pelo imperador Basílio em 6522 [1014] desde a criação do mundo em Clídio e morreu no final do verão | ” |

## Controvérsia
A importância histórica e política da inscrição provocaram controvérsia na República da Macedônia em 2006. O consulado francês em Bitola patrocinou e preparou um catálogo turístico da cidade e imprimiu na capa o texto todo da inscrição, com a palavra "búlgaro" claramente visível. Notícias sobre ele se espalharam antes da apresentação oficial do catálogo e provocou confusão entre os oficiais da cidade de Bitola. O consultado foi advertido, a impressão foi cancelada e a foto da capa foi trocada.